# Alfred Bray Kempe
Alfred Bray Kempe (Kensington, 6 luglio 1849 – Londra, 21 aprile 1922) è stato un matematico britannico, conosciuto in particolare per il suo lavoro sul teorema dei quattro colori, del quale pubblicò una dimostrazione nel 1879. Questa fu scoperta essere errata 11 anni dopo da Percy Heawood.